# حسینقلی امیری قراگوزلو
حسینقلی خان امیرنظام قراگوزلو (درگذشته ۱۳۳۱ خورشیدی در فرانسه) که لقب ساعدالسلطنه نیز داشت و نام خانوادگی امیری قراگوزلو برگزید، از خوانین همدان و نظامیان و درباریان دوران قاجار و پهلوی بود.
پدرش عبدالله خان در آغاز ساعدالسلطنه لقب داشت و فرمانده فوج همدان بود. خودش نیز در سال ۱۳۱۰ قمری، فرماندهی سوارانی از فوج پدرش را به عهده گرفت. پدرش در سال ۱۲۷۵ خورشیدی در دوران مظفرالدین‌شاه ملقب به سردار اکرم شد و لقب ساعدالسلطنه به او رسید.
در سال ۱۲۷۶ خورشیدی برای تحصیل به فرانسه رفت. پدرش در در دوران محمدعلی‌شاه و احمد شاه به مقام امیرنظامی و وزارت جنگ و وزارت مالیه رسید. خودش نیز پس از بازگشت به ایران مدتی حاکم کرمانشاهان بود. پس از مرگ پدرش در سال ۱۲۹۵ لقب امیرنظام به او رسید و در سال ۱۲۹۹ در کابینه سپهدار رشتی وزیر جنگ شد. در دوران سلطنت رضا شاه نیز مدتی رئیس تشریفات دربار بود.
حسینقلی خان کلیه دارایی غیرمنقول خود را که در حدود چهل و چند قریه بود و در حدود سالی یک میلیون تومان عایدات داشت برای امور عام‌المنفعه از قبیل بیمارستان، مدرسه و دارالایتام و دارالعجزه وقف کرد. اما این وقف انجام نگرفت و اراضی نصیب زمین‌خواران شد. شمار روستاهای او در روایت دیگری ۵۴ آبادی و میزان دارایی منقولی که از او بر جای ماند، ۴۸ میلیون تومان پول نقد در بانک‌ها و مقادیر زیادی سکه‌های زر و جواهرات گرانبها و فرش‌های نفیس بود.

## فرزندان
حسین‌قلی خان یک دختر و دو پسر داشت. دخترش به کربلا رفت و با یک عراقی پیوند زناشویی بست و همان‌جا درگذشت. پسرانش یکی ابراهیم قراگوزلو بود که به آمریکا رفت و دیگری محمداسماعیل قراگوزلو که بعدها نام‌خانوادگی‌اش را به قیمت‌چی تغییر داد. او در کرمانشاه مغازه عتیقه‌فروشی و فرش‌فروشی باز کرد و با میمنت شماعی همدانی ازدواج کرد و در همان شهر در سال ۱۳۵۱ درگذشت. او دارای هفت دختر بود:
منصوره دختر بزرگ قیمت‌چی با محمد شکردست ازدواج و دارای سه پسر به نام‌های حسین و مهدی و مسعود و یک دختر به نام بهجت شد. احترام، دختر دوم قیمت‌چی با آقای منصوری ازدواج کرد و دارای یک پسر به نام جلال و یک دختر به نام محبوبه شد. دختر سومش سرور با صیرفی نفیس دولت‌شاهی ازدواج کرد و دارای یک پسر به نام فرج‌الله شد و از ازدواج دومش با الفت خان سهرابی دارای پنج فرزند با نام‌های شبیر شهره زهره شهریار و مرضیه شد. دختر چهارم، افتخار با آخوند سیدعلی میبدی ازدواج کرد و دارای چهار دختر به نام‌های لعیا، مهنا، فیحا و شکیبا شد. دختر پنجمش فروغ در سن دوازده سالگی درگذشت و دختر ششم، عزت‌الملوک با حسین سمیدی همدانی ازدواج کرد و دارای دو پسر به نام‌های محمدجواد و محمدجلیل و دو دختر به نام‌های جنت و جمیله شد. دختر هفتم وجیهه با جواد منصفی ازدواج کرد و فرزندی نداشت.